# Saša Uhlová
Alexandra „Saša“ Uhlová (geboren am 9. März 1977 in Prag, Tschechoslowakei) ist eine tschechische Investigativjournalistin.

## Lebens- und Berufsweg
Saša Uhlová ist Tochter der Historikerin und Philosophin Anna Šabatová und des Publizisten und Regimekritikers Petr Uhl. Weil ihre Eltern regimekritisch waren und ihr Vater mehrmals inhaftiert wurde, wuchs sie als Kind teilweise in einem Waisenhaus auf.
In den 1990er-Jahren besuchte sie ein Gymnasium in Frankreich. Sie studierte Romanistik an der Philosophischen Fakultät der Karls-Universität Prag.
Seit Beendigung ihres Studiums arbeitet sie als Journalistin. Uhlová stützt sich stark auf die Prinzipien der anthropologischen Feldforschung.
Sie unterrichtete vier Jahre lang an einem Roma-Sozialgymnasium in Kolín. Zwischen 2009 und 2016 war sie Redakteurin der Tageszeitung Referendum und arbeitete für die Monatszeitschrift Romano Vodi. Im Jahr 2017 wechselte sie zur Online-Tageszeitung Alarm, für die sie auch heute noch arbeitet. Für Alarm recherchierte sie mehr als ein halbes Jahr im Verborgenen, um Niedriglohnjobs in der Tschechischen Republik zu untersuchen. Daraus entstand die Serie Hrdinové kapitalistické práce (auf Deutsch: Helden der kapitalistischen Arbeit).
Im Jahr 2021 ging Saša Uhlová in den Westen – als osteuropäische Migrantin Ola – und arbeitete auf einem Bauernhof in Deutschland, als Dienstmädchen in Irland und als Altenpflegerin in Frankreich. Darüber drehte sie mithilfe einer in ihrer Brille versteckten Kamera eine Dokumentation und verfasste über die Zeit das Buch Hrdinové kapitalistické práce v Evropě (auf Deutsch: Helden der kapitalistischen Arbeit in Europa). Erzählt werden Geschichten von Ausbeutung, alltäglichem Stress, Verwirrung, Armut, Krankheit und Erschöpfung. Der Dokumentarfilm Die Unsichtbaren – Arbeiterinnen aus Osteuropa wurde in Zusammenarbeit mit der tschechischen Regisseurin und Journalistin Apolena Rychlíková von Arte produziert und 2024 auf dem Sender ausgestrahlt.

## Privates
Saša Uhlová ist verheiratet und Mutter von vier Söhnen. Mit ihrer Familie lebt sie inzwischen auf der deutschen Seite des Erzgebirges.

## Auszeichnungen
- 2023: Ferdinand-Peroutka-Journalistenpreis „für ihren beruflichen Beitrag und ihre Arbeit, die unseren Horizont öffnet und damit von unersetzlicher Bedeutung für das Funktionieren einer demokratischen Gesellschaft ist“.[2]
- 2024: Courage-Preis für aktuelle Berichterstattung des Journalistinnenbundes für den Film Die Unsichtbaren – Arbeiterinnen aus Osteuropa[7]

## Veröffentlichungen
- Vorbeugung von Missverständnissen in der interkulturellen Kommunikation. ADRA 2010.
- Hrdinové kapitalistické práce. Cosmopolis, Prag 2018, ISBN 978-80-271-0714-8.
- mit Apolena Rychlíková und Jan Bělíček: Stát v rozkladu: Reportáže z oblastí, na které se od sametové revoluce zapomnělo. Host, Brno 2021, ISBN 978-80-275-0825-9.
- Hrdinové kapitalistické práce v Evropě. Alarm, Prag 2023, ISBN 978-80-908712-5-0.

## Filmografie
- Die Unsichtbaren – Arbeiterinnen aus Osteuropa (Dokumentarfilm)